# Parvilux boschmai
Parvilux boschmai is een straalvinnige vissensoort uit de familie van lantaarnvissen (Myctophidae). De wetenschappelijke naam van de soort is voor het eerst geldig gepubliceerd in 1964 door Hubbs & Wisner.